# Толмачёв, Виктор Ильич
Ви́ктор Ильи́ч Толмачёв (11 августа 1934, Курск — 7 июня 2018, Москва) — советский и российский авиаконструктор, один из создателей транспортных самолётов Ан-124 «Руслан» и Ан-225 «Мрия».

## Биография
Родился 11 августа 1934 г. в Курске.
С детских лет увлёкся авиацией, занимал призовые места в соревнованиях по авиамодельному спорту.
В 1959 окончил с отличием Харьковский авиационный институт, сразу после окончания университета поступил на работу в КБ Антонов в качестве инженера-конструктора. Участвовал в разработке большинства самолётов серии «Ан».
В 1959—1964 гг. — инженер-конструктор фюзеляжа в КБ Антонов.
В 1964—1971 гг. — начальник бригады перспективных разработок ОКБ Антонова.
В 1971—1983 гг. — ведущий конструктор проекта «Ан-124».
В 1983—1986 гг. — заместитель главного конструктора по самолёту «Ан-124».
В 1986—1992 гг. — главный конструктор по самолётам «Ан-124» «Руслан» и «Ан-225» «Мрия».
Толмачёв принимал участие в разработке и создании практически всех антоновских самолётов и их модификаций — Ан-2, Ан-14, Ан-8, Ан-10, Ан-12, Ан-24, Ан-22, Ан-26, Ан-32, Ан-28, Ан-124 «Руслан» и Ан-225 «Мрия».
С 1991 года являлся техническим директором авиакомпании «Волга-Днепр». За рекордные три месяца в 1992 году «Волга-Днепр», УАПК «Авиастар» и АНТК имени О. К. Антонова провели гражданскую сертификацию Ан-124; самолёт получил обозначение Ан-124-100. В 1992—1994 гг. по совместительству работал в компании «Авиастар».
Умер 7 июня 2018 года после тяжёлой болезни. Похоронен в Киеве, на Берковецком кладбище (участок № 38).

## Награды
В 1992 стал лауреатом Государственной премии Украины в области науки и техники за создание Ан-124.

## Звания
В 1997 избран членом Российской академии естественных наук.
В 1998 стал членом Международной академии авторов научных открытий и изобретений.

## Память
15 августа 2019 году в Ульяновске установили памятный знак авиаконструктору Виктору Толмачеву и назвали улицу его именем.